# Список ботаников-систематиков/D

Список начинающихся на букву D обозначений имён ботаников, которые используются при цитировании научных (латинских) биноминальных названий растений.
Международный кодекс ботанической номенклатуры (МКБН) рекомендует в публикациях на ботанические темы, особенно если они касаются таксономии и номенклатуры, указывать авторов названий таксонов. Указание авторов названий таксонов следует выполнять в соответствии с правилами и советами, приведёнными в МКБН. В частности, в МКБН дана рекомендация использовать при цитировании авторов таксонов опубликованную в 1992 году книгу Браммита и Пауэлл Authors of plant names с уточнениями и дополнениями, соответствующими сведениям из баз данных International Plant Names Index и Index Fungorum.
Список обозначений содержит:
- стандартную форму обозначения,
- имя на русском языке (если известно),
- имя на родном языке персоны (или на английском),
- год рождения или годы жизни; в некоторых случаях дан год первой публикации (пометка fl.), в которой использовано данное обозначение.

## Разделы списка —Da,De,Di,Do,Du
- D'Arcy — William Gerald D’Arcy, 1931—1999
- d'Urv. — Дюмон-Дюрвиль, Жюль (фр. Jules Sébastien César Dumont d'Urville, 1790—1842)
- D.A.Cooke — David Alan Cooke, 1949—
- D.A.Neill — David A. Neill, 1953—
- D.A.Reid — Рид, Дерек (лат. Derek A. Reid, 1927—2006)
- D.A.Webb — Уэбб, Дэвид Аллардайс (ирл. David Allardice Webb, 1912—1994)
- D.C.Eaton — Итон, Дэниел Кэди (англ. Daniel Cady Eaton, 1834—1895)
- D.D.Keck — Кек, Дэвид Дэниелс (англ. David Daniels Keck, 1903—1995)
- D.Dietr. — Дитрих, Давид (нем. David Nathaniel Friedrich Dietrich, 1799—1888)
- D.Don — Дон, Дэвид (англ. David Don, 1799—1841)
- D.F.Cutler — David Frederick Cutler[англ.], 1939—
- D.Fairchild — Фэйрчайлд, Дэвид (англ. David Fairchild, 1869—1954)
- D.G.Long — David Geoffrey Long, 1948—
- D.I.Morris — Dennis Ivor Morris, 1924—2005
- D.J.Crawford — Daniel J. Crawford, 1942—
- D.K.Bailey — Dana K. Bailey, 1916—
- D.L.Jones — Джонс, Дэвид Ллойд (англ. David Lloyd Jones, 1944—)
- D.L.Schulz — Dorothea Louise Schulz, 1931—1993
- D.Legrand — Carlos Maria Diego Enrique Legrand, 1901—1986
- D.Löve — Лёве, Дорис Бента Мария (швед. Doris Benta Maria Löve, 1918—2000)[1]
- D.M.Moore — Мур, Дэвид Морсби (англ. David Moresby Moore, 1933—2013)
- D.Morris — Daniel Morris, 1844—1933
- D.R.Hunt — Хант, Дэвид Ричард (англ. David Richard Hunt, 1938—2019)
- D.R.Morgan — David R. Morgan, fl. 1990
- D.Schulz — Dieter Schulz
- D.T.Cole — Коул, Десмонд Торн (англ. Desmond Thorne Cole, 1922—)
- D.W.Cutler — Donald Ward Cutler, 1890—1940/41
- D.Y.Hong — кит. 洪德元, wikispecies:De Yuan Hong, 1936—
- DC. — Декандоль, Огюстен Пирам (фр. Augustin Pyrame de Candolle, 1778—1841)

### Da
- Dahl — Даль, Андерс (швед. Anders Dahl, 1751—1789)
- Dahlst. — Дальстедт, Густав Адольф Гюго (швед. Gustav Adolf Hugo Dahlstedt, 1856—1934)
- Dalla Torre — Далла Торре, Карл Вильгельм фон (нем. Karl Wilhelm von Dalla Torre, 1850—1928)
- Dalzell — Далзелл, Никол Александр (англ. Nicol Alexander Dalzell, 1817—1878)
- Dalziel — Диел, Джон Макьюэн (англ. John McEwan Dalziel, 1872—1948)
- Damboldt — Дамбольдт, Юрген (wikispecies:Jürgen Damboldt, 1937—1978)
- Dandy — Денди, Джеймс Эдгар (Дэнди, Джеймс Эдгар, 1903—1976)
- Danin — Avinoam Danin, 1939—[2]
- Dans. — Pierre Mackay Dansereau, 1911—
- Darwin — Дарвин, Чарлз Роберт (англ. Charles Robert Darwin, 1809—1882)
- Dav.T.Jenkins — David T. Jenkins, fl. 1979
- David — Давид, Арман (фр. Armand David, 1826—1900)
- Davidse — nl:Gerrit Davidse, 1942—
- Davies — Hugh Davies, 1739–1821
- Dawe — Morley Thomas Dawe, 1880—1943

### De
- de Bary — Бари, Антон де (нем. Heinrich Anton de Bary, 1831—1888)
- de Boer — Hendrik Wijbrand de Boer, 1885—1970
- de Lange — Peter James de Lange, 1966—
- De Not. — Нотарис, Джузеппе де (итал. Giuseppe de Notaris, 1805—1877)
- De Puydt — Де Пюид, Поль Эмиль, 1810—1891
- De Vis — Де Вис, Чарлз Уолтер (англ. Charles Walter De Vis, 1829—1915)
- de Vries — Де Фриз, Хуго (нидерл. Hugo de Vries, 1848—1935)
- de Vriese — Де Фриз, Виллем Хенрик (нидерл. Willem Hendrik de Vriese, 1806—1862)
- de Wet — Johannes Martenis Jacob de Wet, 1927—
- De Wild. — Вильдеман, Эмиль Огюст Жозеф де (фр. Émile Auguste Joseph De Wildeman, 1866—1947)
- de Wit — Де Вит, Хендрик Корнелис Дирк (англ. Hendrik Cornelis Dirk de Wit, 1909—1999)
- Deb — Debendra Bijoy Deb, 1924—
- Debeaux — Дебо, Жан Одон (фр. Jean Odon Debeaux, 1826—1910)[3]
- Decne. — Декен, Жозеф (фр. Joseph Decaisne, 1807—1882)
- Degen — Деген, Арпад фон (англ. Árpád von Degen, 1866—1934)
- Degl. — Jean Vincent Yves Degland, 1773—1841
- Dekapr. — Декапрелевич, Леонард Леонардович (1886—)
- Del. — Делиль, Алир Раффено (фр. Alire Raffeneau-Delile, 1778—1850)
- Delarbre — Деларбр, Антуан (фр. Antoine Delarbre, 1724—1813)[4]
- Delavay — Делаве, Пьер Жан Мари (fr:Pierre Jean Marie Delavay, 1834—1895)
- Delchev. — Gustave Delchevalerie, fl. 1867
- Deless. — Делессер, Жюль Поль Бенжамен (фр. Benjamin Delessert, 1773—1847)
- Delile — Делиль, Алир Раффено (фр. Alire Raffeneau-Delile, 1778—1850)
- Delpino — Дельпино, Федерико (итал. Federico Delpino, 1833—1905)
- Desf. — Дефонтен, Рене (фр. René Louiche Desfontaines, 1750—1833)
- Des Moul. — Демулен, Шарль (фр. Charles des Moulins, 1798—1875)
- Desr. — Деруссо, Луи Огюст Жозеф (фр. Louis Auguste Joseph Desrousseaux, 1753—1838)
- Desv. — Дево, Никез Огюстен (фр. Nicaise Augustin Desvaux, 1784—1856)
- Dewey — Дьюи, Честер (англ. Chester Dewey, 1784—1867)

### Di
- Dicks. — Диксон, Джеймс (ботаник) (англ. James Dickson, 1738—1822)
- Didr. — Дидрихсен, Дидрик Фердинанд (дат. Didrik Ferdinand Didrichsen, 1814—1887)
- Diels — Дильс, Людвиг (нем. Friedrich Ludwig Emil Diels, 1874—1945)
- Dill. — Диллениус, Йохан Якоб (нем. Johann Jacob Dillen (Dillenius), 1684—1747)[5]
- Dillon — Lawrence S. Dillon, 1910—
- Dingwall — Ingrid Dingwall, 1945—
- Dinter — Динтер, Курт (нем. Moritz Kurt Dinter, 1868—1945)
- Dippel — Диппель, Леопольд (нем. Leopold Dippel, 1827—1914)
- Dinsm. — wikispecies:John Edward Dinsmore, 1862—1951
- Dittrich — wikispecies:Manfred Dittrich, 1934—

### Do
- Dode — Дод, Луи-Альбер (фр. Louis-Albert Dode, 1875—1943)
- Dodoens — Додонс, Ремберт (нидерл. Rembert Dodoens, 1518—1585)[5]
- Dodson — en:Calaway H. Dodson, 1928—
- Doi — Tôhei Doi, 1882—1946
- Dölz — Bruno Dölz, 1906—1945
- Dombrain — wikispecies:Henry Honywood Dombrain, 1818—1905[6]
- Dombey — Домбе, Жозеф (фр. Joseph Dombey, 1742—1794)
- Domin — Домин, Карел (чеш. Karel Domin, 1882—1953)
- Donald — wikispecies:John Donald, 1923—1996
- Donk — Донк, Маринус Антон (нидерл. Marinus Anton Donk, 1908—1972)
- Donn — Донн, Джеймс (англ. James Donn, 1758—1813)
- Dop — Доп, Поль (фр. Paul Louis Amans Dop, 1876—1954)
- Dorn — Дорн, Роберт (англ. Robert Dorn, 1943—)
- Dorof. — Дорофеев, Владимир Филимонович (1919—1987)
- Dorr — Дорр, Лоренс Джозеф (англ. Laurence Joseph Dorr, 1953—)
- Dostal — Досталь, Йосеф (ботаник) (чеш. Josef Dostál, 1903—1999)
- Doweld — Доуэльд, Александр Борисович (Alexander Borissovitch Doweld, 1973—)
- Downie — Дауни, Дороти (англ. Dorothy G. Downie, 1894—1960)
- Douglas — Дуглас, Дэвид (англ. David Douglas, 1798—1834)[7]
- Döll — Дёлль, Йоханн Кристоф (нем. Johann Christoph Döll, 1808—1885)
- Dörfl. — Дёрфлер, Игнац (нем. Ignaz Dörfler, 1866—1950)
- Drake — Дрейк дель Кастильо, Эмманюэль (фр. Emmanuel Drake del Castillo, 1855—1904)
- Dressler — Дресслер, Роберт Льюис (англ. Robert Louis Dressler, 1927—)
- Drobow — Дробов, Василий Петрович (1885—1956)
- Druce — Дрюс, Джордж Клэридж (нем. George Claridge Druce, 1850—1932)
- Drude — Друде, Оскар (нем. Carl Georg Oscar Drude, 1852—1933)
- Drumm. — Друммонд, Томас (ботаник) (Thomas Drummond, 1780—1835)[8]
- Dryand. — Дрюэндер, Йонас Карлссон (швед. Jonas Carlsson Dryander, 1748—1810)

### Du
- Du Roi — Дю Руа, Иоганн Филипп (нем. Johann Philipp Du Roi, 1741—1785)
- Du Tour — Du Tour de Salvert, fl. 1803—1815
- Dubard — Дюбар, Марсель Мари Морис (фр. Marcel Marie Maurice Dubard, 1873—1914)
- Duby — Дюби, Жан Этьен (фр. Jean Étienne Duby, 1798—1885)
- Duch. — Дюшартр, Пьер Этьен Симон (фр. Pierre Étienne Simon Duchartre, 1811—1894)
- Duchesne — Дюшен, Антуан Николя (фр. Antoine Nicolas Duchesne, 1747—1827)
- Ducke — Дукке, Адольфо (порт. Adolpho Ducke, 1876—1959)
- Duhamel — Дюамель дю Монсо, Анри Луи (фр. Henri Louis Duhamel du Monceau, 1700—1782)
- Dulac — Дюлак, Жозеф (фр. Joseph Dulac, 1827—1897)
- Dumée — Дюме, Поль (Paul Dumée, 1849—1930)
- Dumort. — Дюмортье, Бартелеми Шарль Жозеф (фр. Barthélemy Charles Joseph, Baron Du Mortier (или Dumortier), 1797—1878)[9]
- Dunal — Дюналь, Мишель Феликс (фр. Michel Félix Dunal, 1789—1856)[10]
- Dunlop — Clyde Robert Dunlop, 1946—
- Dunn — Данн, Стивен Тройт (англ. Stephen Troyte Dunn, 1868—1938)
- duQuesnay — M. C. duQuesnay, fl. 1971
- Durand — Дюран, Эли Маглуар (фр. Elie Magloire Durand, англ. Elias Magloire Durand, 1794—1873)
- Durande — Дюранд, Жан Франсуа (фр. Jean François Durande, 1732—1794)
- Durazz. — Дураццини, Антонио (Antonio Durazzini, fl. 1772)
- Durieu — Дюрье де Мезоннёв, Мишель Шарль (фр. Michel Charles Durieu de Maisonneuve, 1796—1878)
- Duthie — Дути, Джон Фирмингер (англ. John Firminger Duthie, 1845—1922)
- Duval — Дюваль, Анри Огюст (фр. Henri August Duval, 1777—1814)
- Dwig. — Двигубский, Иван Алексеевич (1771—1839)
- Dwyer — Дуайер, Джон Дункан (англ. John Duncan Dwyer, 1915—2005)
- Dyer — Тизелтон-Дайер, Уильям Тёрнер (англ. William Turner Thiselton-Dyer, 1843—1928)
- Dykes — William Rickatson Dykes[англ.], 1877—1925

### Комментарии
1. ↑  Другой вариант сокращения: D.Love
2. ↑  Вариант обозначения: A.Danin
3. ↑  Ранее использовалось сокращение: Deb.
4. ↑  Ранее использовалось сокращение: Delarb.
5. 1 2  Долиннеевский ботаник. Названия, опубликованные им до 1 мая 1753 года, не считаются действительно опубликованными с точки зрения Международного кодекса ботанической номенклатуры, в связи с чем в современной научной литературе это обозначение практически не встречается.
6. ↑  Устаревшее обозначение автора: D’Ombrain
7. ↑  Вариант записи сокращения: Dougl.
8. ↑  Ранее сокращение Drumm. использовалось для обозначения другого учёного — James Drummond, 1787—1863
9. ↑  Другое обозначение автора: Dum. или Dumortier
10. ↑  Устаревшее обозначение автора: Dun.